# دوري كرة القدم الكرواتي الدرجة الأولى 2011–12
دوري كرة القدم الكرواتي الدرجة الأولى 2011–12 (بالكرواتية: Prvenstvo Hrvatske u nogometu za žene 2011./12.)‏ هو موسم من دوري كرة القدم الكرواتي الدرجة الأولى للسيدات ‏، وهو أعلى دوري كرة قدم للسيدات في كرواتيا، فاز فيه ŽNK Osijek ‏.